# Langstekelige distel
De langstekelige distel of veeldoornige distel (Carduus acanthoides) is een plant uit de composietenfamilie (Asteraceae). In Nederland komt de soort plaatselijk in het rivierengebied voor. In Midden- en Zuid-Europa is de soort algemener.

## Beschrijving
De plant wordt 30-150 cm hoog en de stengels zijn stekelig en gevleugeld. De bladeren zijn veerspletig of veerdelig. De randen zijn stekelig en gegolfd. De bovenste bladeren zijn smal; de onderste zijn diep ingesneden. De bladeren zijn meestal aan de onderzijde behaard, maar kunnen ook onbehaard zijn.
De langstekelige distel doet veel denken aan de kruldistel (Carduus crispus), maar deze soort heeft zachtere stekels.
De langstekelige distel heeft purperrode schijnbloemen. Het hoofdje heeft een doorsnede van 2-2,5 cm. De hoofdjes vormen groepjes van drie tot vijf, die van juni tot september bloeien.
De vrucht is een eirond, kaal nootje met een lange vruchtpluis.